# Tractat de Fenice
El tractat de Fenice, també conegut com la Pau de Fenice, va ser el pacte que va posar fi a la primera guerra Macedònica, i va ser acordat a Fenice, el 205 aC.
L'equilibri polític que existia a l'antiga Grècia entre el Regne de Macedònia, governada per Filip V, i la Lliga Etòlia, es va veure pertorbat per la guerra entre Roma i Cartago. Filip, buscant millorar la seva posició i, per aquest motiu, va construir una gran flota i va enviar emissaris a Hanníbal, que en aquell moment ocupava part d'Itàlia. Per temor que Filip pogués oferir ajuda militar a Hanníbal, Roma va tractar de confinar els macedonis a l'est de la província romana d'Il·líria. Entre el 214 aC i el 212 aC Filip va realitzar dos intents infructuosos per envair Il·líria per mar i detenir els avenços per terra; a la fi, aconseguí capturar el port de Lissus i la rendició de la província.
Arribat aquest punt, Roma va esperonar la Lliga Etòlia per així poder formar una aliança contra Filip. Durant dos anys, els aliats van lluitar contra Macedònia obtenint algunes victòries militars menors i aconseguint més aliats entre les polis gregues. Però quan els romans es van retirar, les forces de Filip atacaren als aliats i aconseguiren donar un gir a la guerra. Finalment, els macedonis van recuperar gran part del seu territori original i els romans i els seus aliats acordaren en signar la pau. El tractat va reconèixer formalment la posició favorable de Macedònia, incloent la incorporació d'Il·líria però, a canvi, Filip hagué de trencar la seva aliança amb Hanníbal. Els implicats en el tractat van ser, en el bàndol de Filip, Bitínia (Prúsies I), Acaia, Beòcia, Tesàlia, Acarnània i el Regne de l'Epir; en el bàndol romà, Il·líria (Pleuratus III), Pèrgam (Àtal I), Lacedemònia (Nabis), Elis, Messènia i Atenes.